# Harris Tweed

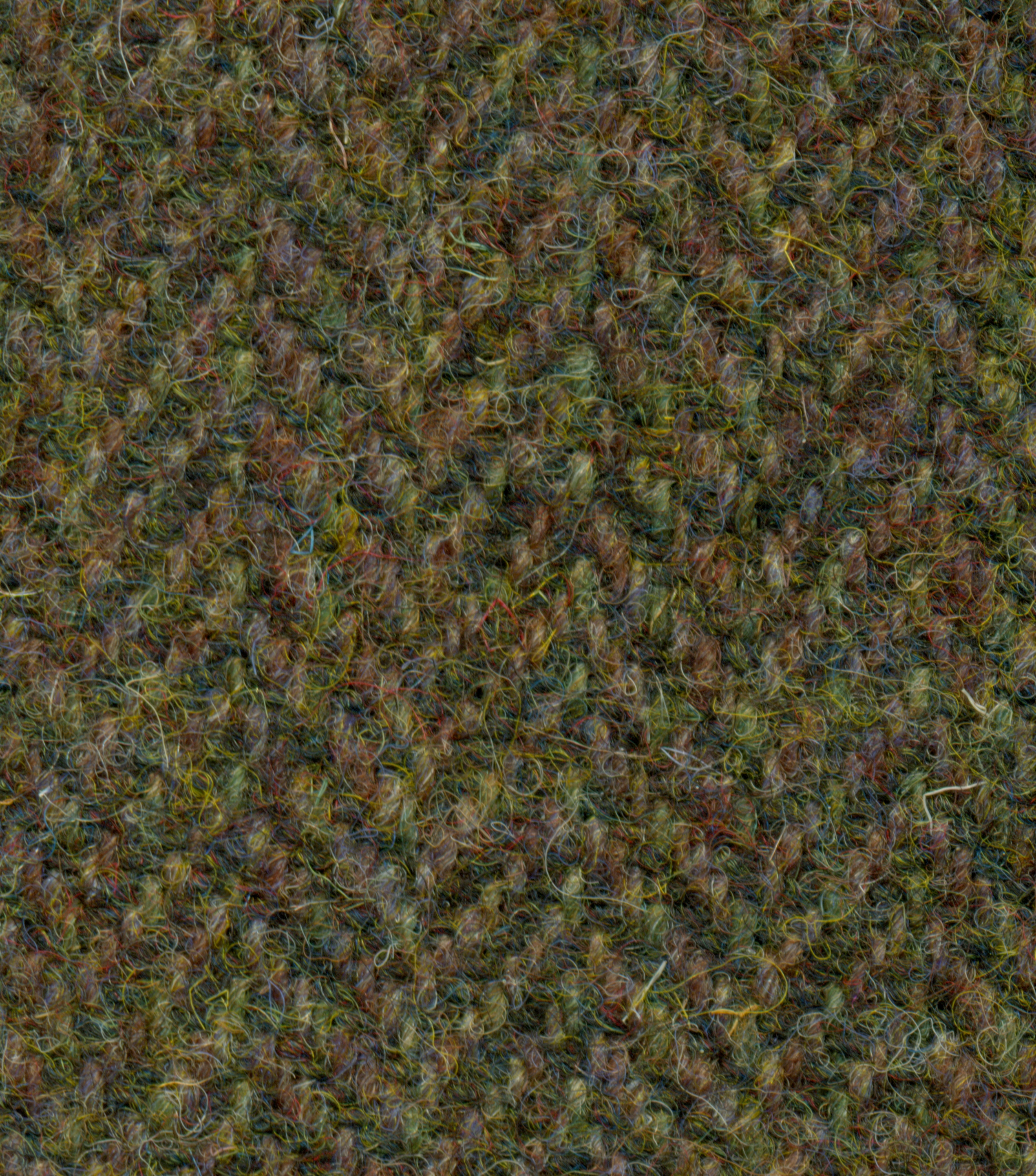
Harris Tweed

Harris Tweed är ull som har handvävts och spunnits för hand. Med "Harris Tweed" symbolen försäkrar man att plagget är av äkta handvävd ull. Reglerna kring detta infördes år 1993 och övervakas av Harris Tweed Authority.